# 德意志之鹰功绩勋章
德意志之鹰功绩勋章（德語：Verdienstorden vom Deutschen Adler）是纳粹德国设立的一个奖项，主要授予外国外交人员。阿道夫·希特勒于1937年5月1日下令创立该勋章。纳粹德国灭亡后，该章停止颁发。在今日的德国，公开佩戴该勋章是违法行为。